# ドゥクコー県
ドゥクコー県（ドゥクコーけん、ベトナム語：Huyện Đức Cơ?）は、ベトナム社会主義共和国ザライ省の県である。

## 行政区画
1市鎮9社から構成される。